# Route nationale 88
La Route nationale 88, abbreviata in RN 88 o, più semplicemente, in N 88, è una strada nazionale francese che unisce Saint-Étienne ad Albi.
Fino agli anni ottanta la strada collegava Lione a Tolosa ma il tratto iniziale (Lione-Saint-Étienne), quello centrale (Le Monastier-Pin-Moriès-Sévérac-le-Château) e quello finale (Albi-Tolosa) sono oggi autostrada.
Con i suoi 327 km, di cui la maggior parte a due corsie per senso di marcia, rappresenta un asse di collegamento importante - e gratuito - che consente di collegare la Francia sud-orientale con quella sud-occidentale.

## Percorso
La N 88 nasce a Saint-Chamond come continuazione dell'A47 proveniente da Lione mantenendo le due corsie per senso di marcia e dirigendosi verso Saint-Étienne. Passata Le Puy-en-Velay la strada diventa ad una corsia per senso di marcia fino ad immettersi nell'A75. La N 88 riprende il suo percorso a Sévérac-le-Château ad una corsia per senso di marcia fino a Rodez dove diventa superstrada fino a Marssac-sur-Tarn. Da qui s'immette nell'A68 fino a Tolosa.
Includendo l'A47, l'A75 e l'A68 nel percorso, la N 88 consente di effettuare il viaggio tra Lione e Tolosa in meno di sei ore. Dei circa 450 km di lunghezza, 163 km sono ad una corsia per senso di marcia mentre i restanti sono superstrada o autostrada.

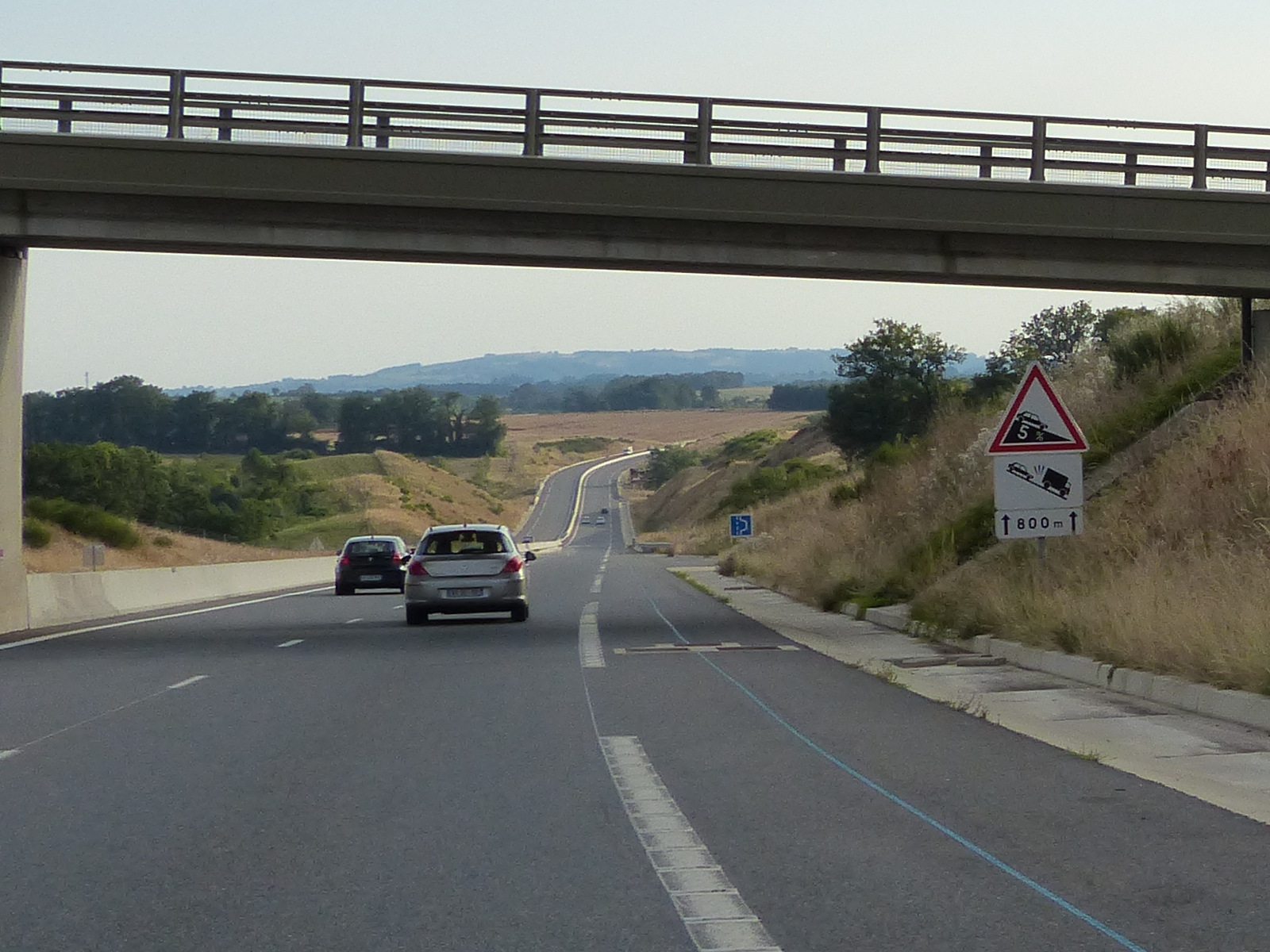
La N 88 nel tratto tra Rodez e Albi